# Championnat du Maroc de football 1991-1992
Navigation
Édition précédente Édition suivante
Le Championnat du Maroc de la saison 1991-1992 a été remporté par le Kawkab de Marrakech.

## Compétition

### Classement final
| Rang | Équipe                      | Pts | J  | G  | N  | P  | Bp | Bc | Diff |
| ---- | --------------------------- | --- | -- | -- | -- | -- | -- | -- | ---- |
| 1    | Kawkab de Marrakech         | 74  | 30 | 15 | 14 | 1  | 36 | 14 | +22  |
| 2    | Raja CA                     | 66  | 30 | 11 | 14 | 5  | 25 | 17 | +8   |
| 3    | Wydad AC T                  | 64  | 30 | 12 | 10 | 8  | 32 | 19 | +13  |
| 4    | Maghreb de Fès              | 64  | 30 | 11 | 12 | 7  | 32 | 20 | +12  |
| 5    | Olympique de Casablanca CdT | 63  | 30 | 10 | 13 | 7  | 33 | 29 | +4   |
| 6    | FAR de Rabat V              | 63  | 30 | 10 | 13 | 7  | 31 | 27 | +4   |
| 7    | Difaâ d'El Jadida           | 61  | 30 | 9  | 13 | 8  | 28 | 27 | +1   |
| 8    | Raja de Beni Mellal P       | 59  | 30 | 10 | 9  | 11 | 22 | 30 | -8   |
| 9    | Renaissance de Settat       | 58  | 30 | 10 | 8  | 12 | 29 | 28 | +1   |
| 10   | Olympique Club de Khouribga | 58  | 30 | 7  | 14 | 9  | 23 | 25 | -2   |
| 11   | KAC de Kénitra              | 58  | 30 | 8  | 12 | 10 | 29 | 32 | -3   |
| 12   | Hassania d'Agadir           | 58  | 30 | 9  | 10 | 11 | 28 | 31 | -3   |
| 13   | IR Tanger                   | 57  | 30 | 9  | 9  | 12 | 30 | 41 | -11  |
| 14   | FUS de Rabat                | 56  | 30 | 8  | 10 | 12 | 30 | 31 | -1   |
| 15   | TAS de Casablanca ↓         | 56  | 30 | 6  | 14 | 10 | 28 | 31 | -3   |
| 16   | USM Oujda P ↓               | 45  | 30 | 3  | 9  | 18 | 22 | 57 | -35  |

Qualifications africaines
- Coupe des clubs champions africains 1993
- Relégation en Championnat du Maroc de football D2

Abréviations
T : Tenant du titre

V : Vice-champion

CdT : Vainqueur de la Coupe du Trône 1991-1992

P : Promus de Championnat du Maroc de football D2

## Meilleurs buteurs
- 11 buts :
  - Anaflous (FAR de Rabat)
- 9 buts :
  - Ousmane  (Difaâ d'El Jadida)
  - Smiri    (USM Oudja)

## Bilan de la saison
| Championnat du Maroc de football 1991-1992                        |                                |
| Champion                                                          | Kawkab de Marrakech (2e titre) |
| Coupes et trophées                                                |                                |
| Vainqueur de la Coupe du Trône 1991-1992                          | Olympique de Casablanca        |
| Qualifications continentales                                      |                                |
| Coupe des clubs champions africains 1993                          | Kawkab de Marrakech            |
| Coupe des clubs champions africains 1993                          | Wydad AC                       |
| Coupe d'Afrique des vainqueurs de coupe 1993                      |                                |
| Coupe de la CAF 1993                                              |                                |
| Promotions et relégations                                         |                                |
| Promus en Championnat du Maroc de football                        | Mouloudia Club d'Oujda         |
| Promus en Championnat du Maroc de football                        | Rachad Bernoussi               |
| Relégués en Championnat du Maroc de football de deuxième division | USM Oujda                      |
| Relégués en Championnat du Maroc de football de deuxième division | TAS de Casablanca              |